# Heka-pa-chered
Heka-pa-chered war die kindliche Erscheinungsform des Gottes Heka, der personifizierten Schöpferkraft. Als Kindgott wurde er in Esna als Sohn des Chnum und der Menhit verehrt. Heka-pa-chered steht im Tempel von Esna vor Chnum auf einem Podest mit dem Symbol des „Vereinigens beider Länder“.
Heka-pa-chereds eigenständige Ikonografie taucht erstmals in der dritten Zwischenzeit etwa zeitgleich mit der des Hor-pa-chered (Bezeichnung des Horus als Kind) auf, so dass sich nicht sagen lässt, wer als erster Kindgott in Erscheinung trat. 
Die familiären göttlichen Verwandtschaftsverhältnisse bleiben unklar. Heka-pa-chered führte unter anderem die Beinamen „Erstgeborener des Re, Erstgeborener des Chnum, Erstgeborener des Chnum-Re, Erstgeborener des Ptah, Sohn der Menhit, Sohn der Sachmet, Sohn der Nebetuu, Sohn der Tefnut, Sohn der Renenutet und Kind vom Auge des Re“. 
Daneben trat er in den Erscheinungsformen Harmachis, Harsomtus, Chons-pa-chered, Neferhotep-pa-chered, Re-nechen und Hu auf, wobei Hu (Der Ausspruch) zu den alten Schöpfungsgottheiten des Alten Reiches zählt. 